# 阿根廷平原鼠
阿根廷平原鼠（学名：Tympanoctomys barrerae）是啮齿目八齿鼠科中的一种，分布于阿根廷中西部的平原地区，夜行群居，植食性。 该物种的特别之处是其基因为四倍体（4x = 2n = 102）。